# Nekrolog 1451
Nekrolog
◄◄
| ◄
| 1447
| 1448
| 1449
| 1450
| 1451 | 1452 | 1453 | 1454 | 1455 | ► | ►►
Weitere Ereignisse | Allgemeiner Nekrolog 1451
Die Beschreibung der verstorbenen Person sollte so kurz wie möglich gehalten sein und nur deren signifikante Tätigkeit(en) enthalten.
Neue Namen ggf. auch unter dem Geburts- und Sterbedatum, also etwa unter 1. Januar und im Geburts- und Sterbejahr (2024) eintragen (nur bei entsprechender großer Wichtigkeit). Für Beispiele siehe die schon vorhandenen Artikel.
Außerdem über die fünf zuletzt Verstorbenen, zu denen es einen ausreichend guten Artikel für eine Präsentation auf der Hauptseite gibt, nach der todesbedingten Überarbeitung der Artikel ggf. auch unter Wikipedia Diskussion:Hauptseite informieren und sie am besten auch in den anderen Wikipedia-Sprachversionen eintragen. Tipp: Regelmäßig bei news.google.de nach „ist tot“, „gestorben“ oder „verstorben“ suchen.
Wenn eine Person gestorben ist, gibt es viele Seiten zu dieser Person in der Wikipedia, die davon auch betroffen sind und entsprechend aktualisiert werden müssen. Beispiele: Namenübersichtsseite, Geburtsjahr, Geburtsort-Seiten und viele mehr.
Wie finde ich die betroffenen Seiten?
Im Suchfeld auf der linken Seite gibt man den Suchbegriff so ein: „Vorname Nachname“. Dann klickt man auf Volltext und alle Seiten mit entsprechendem Suchtext werden aufgerufen. Hier sieht man dann schnell, wo auch das Todesjahr Sinn macht oder sogar ein Teil des Artikels angepasst werden muss. Auch hilft das „Werkzeug“ auf der linken Seite sehr gut, um solche Seiten aufzufinden: „Links auf diese Seite“. Somit ist die Wikipedia wieder aktuell in allen Bereichen! Hinweis: bei Eintragung der Kategorie „Gestorben JAHR“ wird der Missbrauchsfilter 49 ausgelöst, was jedoch nicht schlimm ist. Siehe: Spezial:Missbrauchsfilter/49
Dies ist eine Liste von im Jahr 1451 verstorbenen bekannten Persönlichkeiten. Die Einträge erfolgen innerhalb der einzelnen Daten alphabetisch sortiert. Tiere sind im Nekrolog für Tiere zu finden.

## Januar
| Tag        | Name                     | Beruf, bekannt als                              | Alter | Beleg |
| ---------- | ------------------------ | ----------------------------------------------- | ----- | ----- |
| 5. Januar  | Friedrich zu Rhein       | Bischof von Basel                               |       |       |
| 7. Januar  | Felix V.                 | Herzog von Savoyen, Kardinalbischof, Gegenpapst | 67    |       |
| 11. Januar | Wilhelm (III.) von Raron | Fürstbischof von Sitten                         |       |       |

## Februar
| Tag        | Name                   | Beruf, bekannt als                                       | Alter | Beleg |
| ---------- | ---------------------- | -------------------------------------------------------- | ----- | ----- |
| 2. Februar | Hermann von Harras     | deutscher Ritter                                         |       |       |
| 3. Februar | Murad II.              | osmanischer Sultan                                       | 46    |       |
| 7. Februar | Petrus de Mladoniovicz | böhmischer Geistlicher und Prediger sowie Schriftsteller |       |       |

## März
| Tag      | Name         | Beruf, bekannt als                       | Alter | Beleg |
| -------- | ------------ | ---------------------------------------- | ----- | ----- |
| 21. März | Ewerd Ferber | deutscher Fernhandelskaufmann und Reeder |       |       |

## April
| Tag       | Name                              | Beruf, bekannt als                                                                                         | Alter | Beleg |
| --------- | --------------------------------- | --- | ----- | ----- |
| 15. April | Johannes Hoffmann von Schweidnitz | deutscher Theologe (katholisch), Rektor der Universitäten Prag und Leipzig, Bischof von Meißen (1427–1451) |       |       |

## Juni
| Tag      | Name                 | Beruf, bekannt als          | Alter | Beleg |
| -------- | -------------------- | --------------------------- | ----- | ----- |
| 24. Juni | Leonhard von Laiming | Bischof von Passau          |       |       |
| 26. Juni | Reinhard II.         | Herr, später Graf von Hanau |       |       |

## Juli
| Tag      | Name              | Beruf, bekannt als                              | Alter | Beleg |
| -------- | ----------------- | ----------------------------------------------- | ----- | ----- |
| 11. Juli | Barbara von Cilli | zweite Frau des Kaisers Sigismund von Luxemburg |       |       |

## August
| Tag        | Name                  | Beruf, bekannt als                          | Alter | Beleg |
| ---------- | --------------------- | ------------------------------------------- | ----- | ----- |
| 3. August  | Elisabeth von Görlitz | Herzogin von Luxemburg, Brabant und Limburg | 60    |       |
| 24. August | Heinrich Halbisen     | Basler Geschäftsmann und Politiker          |       |       |

## September
| Tag           | Name                   | Beruf, bekannt als                               | Alter | Beleg |
| ------------- | ---------------------- | ------------------------------------------------ | ----- | ----- |
| 9. September  | Jean Le Jeune          | französischer Bischof und Kardinal               |       |       |
| 21. September | Louis de La Palud      | Bischof von Lausanne und Saint-Jean-de-Maurienne |       |       |
| 26. September | Pilgrim II. von Wernau | Fürstabt des Fürststifts Kempten                 |       |       |

## Oktober
| Tag         | Name            | Beruf, bekannt als                | Alter | Beleg |
| ----------- | --------------- | --------------------------------- | ----- | ----- |
| 10. Oktober | Astorgio Agnesi | Erzbischof von Benevent, Kardinal |       |       |

## November
| Tag          | Name                   | Beruf, bekannt als   | Alter | Beleg |
| ------------ | ---------------------- | -------------------- | ----- | ----- |
| 14. November | Otto III. von Hachberg | Bischof von Konstanz | 63    |       |

## Dezember
| Tag          | Name         | Beruf, bekannt als                | Alter | Beleg |
| ------------ | ------------ | --------------------------------- | ----- | ----- |
| 19. Dezember | Barnim VIII. | Herzog von Pommern-Wolgast-Barth  |       |       |
| 20. Dezember | Barnim VII.  | Herzog von Pommern-Wolgast-Demmin |       |       |

## Datum unbekannt
| Tag | Name                  | Beruf, bekannt als                                                        | Alter | Beleg |
| --- | --------------------- | ------------------------------------------------------------------------- | ----- | ----- |
|     | Johann Bere           | Kaufmann und Bürgermeister der Hansestadt Lübeck                          |       |       |
|     | Bodong Chogle Namgyel | Geistlicher und Gelehrter der Bodong-Tradition des tibetischen Buddhismus |       |       |
|     | Jan II. von Egmond    | Regent des Herzogtums Geldern                                             |       |       |
|     | Thomas Kerkring       | Ratsherr der Hansestadt Lübeck                                            |       |       |
|     | Stefan Lochner        | deutscher Maler                                                           |       |       |
|     | Aldo Marinelli        | lateinischer Dichter des Humanismus                                       |       |       |
|     | Ulrich Nenninger      | Bürgermeister der Reichsstadt Heilbronn                                   |       |       |
|     | Nerio II. Acciaiuoli  | Herzog von Athen                                                          |       |       |
|     | Godeke Pleskow        | Kaufmann und Ratsherr der Hansestadt Lübeck                               |       |       |
|     | Jordan Pleskow        | Kaufmann und Ratsherr der Hansestadt Lübeck                               |       |       |
|     | Sabel Siegfried       | deutscher Bürgermeister                                                   |       |       |